# 鷲宮信号場
鷲宮信号場（わしのみやしんごうじょう）は、埼玉県久喜市にある東日本旅客鉄道（JR東日本）東北新幹線の信号場である。

## 歴史
- 1982年（昭和57年）6月23日：開業。
- 1987年（昭和62年）4月1日：国鉄分割民営化により、JR東日本の信号場となる。

## 構造
大宮駅から小山駅に向かう途中に設置された分岐型信号場である。東北新幹線大宮駅 - 盛岡駅間の暫定開業時に、東北本線東鷲宮駅（当時は貨物駅であり、鷲宮貨物ターミナルとも）に隣接して開設された保守基地への分岐地点として設けられた。その後の東鷲宮駅貨物用地売却に伴う再整備（土地区画整理事業）に伴い、保守基地が新駅前広場南方へ移転したことから出入りにスイッチバックの必要が生じ、現在では保守基地に隣接する東鷲宮駅手前の高架橋上と東北本線に並行する久喜駅方の引上線で計2度スイッチバックを行い入出場を行う。分岐線は保守車両専用のため非電化であり、営業車両が入線することはない。

## 保守基地
詳細は東鷲宮駅を参照。東北新幹線工事基地の跡地に設けられたが、東北新幹線本線との連絡ルートは工事中のものとは異なる。同基地はイベントで一般公開を行うことがある。

## 周辺
- 東北本線（宇都宮線）東鷲宮駅
- 葛西用水

東武伊勢崎線鷲宮駅とは離れた場所にあり、久喜駅のほうが近い。なお、2010年（平成22年）3月22日まで行政上の地名は「わしみや」、信号場名・駅名は各社いずれも「わしのみや」と読みが異なっていた。

## 営業キロ等について
信号場を扱うサイト等には営業キロについて記されたものは少ない。

## 隣の駅
東日本旅客鉄道（JR東日本）
 東北新幹線
大宮駅 - 鷲宮信号場 - 小山駅